# Daniel Sawyer
Daniel Edward "Ned" Sawyer (20 de junho de 1882 — 5 de julho de 1937) foi um golfista norte-americano que competiu nos Jogos Olímpicos de Verão de 1904. Fez parte da equipe norte-americana que conquistou a medalha de ouro.